# Dexistes
Dexistes is een monotypisch geslacht van straalvinnige vissen uit de familie van schollen (Pleuronectidae).

## Soort
- Dexistes rikuzenius Jordan & Starks, 1904